# Jiří Wolker
Jiří Wolker (né le 29 mars 1900 à Prossnitz et mort le 3 janvier 1924 dans la même ville) est un poète, journaliste et dramaturge tchécoslovaque.

## Biographie
Jiří Wolker naît à Prostějov le 29 mars 1900. Il étudie au lycée de Prostějov puis part à Prague une fois son diplôme obtenu. Il y étudie le droit et suit simultanément les cours de Zdeněk Nejedlý et František Xaver Šalda à la faculté des Arts.
Il fut l'un des membres fondateurs du Parti communiste de Tchécoslovaquie en 1921.
Il entre en contact avec le groupement artistique d'avant-garde Devětsil. Il meurt d'une tuberculose en 1924.

## Œuvres
- Host do domu (1921)
- Proletářské umění (1922)
- Těžká hodina (1922)
- Tři hry (1923)
- Do boje, lásko, leť